# Покровская церковь (Клещиевка)

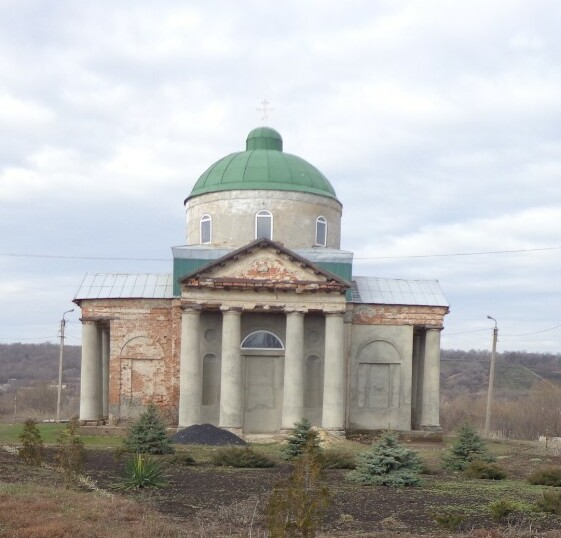
Вид на церковь 2021

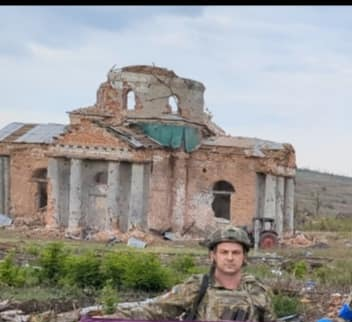
Вид на церковь 2023

Покровская церковь — приходская церковь Всехсвятского благочиния Горловской и Славянской епархии Украинской православной церкви Московского патриархата, построенная в 1841 году в честь праздника Покрова Пресвятой Богородицы, в селе Карловка (ныне село Клещиевка) по архитектурному проекту генерала Котляревского Осипом Шультеном (ему тогда принадлежало село Карловка).
Престольный праздник — Покров Пресвятой Богородицы (14 октября).
Церковь расположена по адресу Школьная улица, дом 107А.

## История
Строительство храма началось в 1837 году, в год смерти жены Осипа Шультена Виктории, а завершилось в 1841 году. Среди прихожан церкви было 648 мужчин и 592 женщины. К приходу церкви относились также деревни Отрадовка и Андреевка. При церкви была церковно-приходская школа и пять церковных домов. В 1908 году священником церкви был Иван Никольский. Он имел сан с 1893 года. Церковным старостой был крестьянин Александр Савенко. С 1894 года в церкви служил священник Константин Щеголев, который вёл занятия пастырского кружка.
В 1937 году храм был закрыт, с него сняли крест и колокола, а священников, служивших в селе, арестовали. Церковно-приходская школа стала светской. Подробностей о закрытии храма не сохранилось. Во время фашистской оккупации в храме устроили конюшню. Часть фресок на стенах безвозвратно утеряна.
После войны Покровская церковь была открыта. Прихожане восстанавливали её своими силами.
В 1955—1962 годах здесь служил монах закрытого Святогорского монастыря Иоанн (Стрельцов).
В 1962 году церковь в Клещеевке закрыли, в ней было устроено зернохранилище, а в приходском доме — контора колхоза. Остальные помещения, относившиеся к храму, в эти годы были разрушены.
В 1993 году церковь опять открыли, настоятелем храма стал протоиерей Анатолий Гармаш. При нём был начат ремонт здания. В 2016 году храм передали на баланс Всехсвятского прихода города Бахмут.